# Pseudosermyle ignota
Pseudosermyle ignota är en insektsart som först beskrevs av Brunner von Wattenwyl 1907.  Pseudosermyle ignota ingår i släktet Pseudosermyle och familjen Diapheromeridae. Inga underarter finns listade i Catalogue of Life.